# Магреньга
Магреньга, Магринга — река в России, протекает в Вожегодском районе Вологодской области. Устье реки находится в 26 км по левому берегу реки Ёмба. Длина реки составляет 11 км.
Магреньга берёт исток в болоте Жарово в 10 км к юго-востоку от деревни Мишутинская. Генеральное направление течения — север. Река течёт по безлюдной лесной местности, крупнейший приток — ручей Малышков (правый). Впадает в Ёмбу 5 километрами выше деревни Мишутинская и 8 километрами ниже посёлка Озёрный.

## Данные водного реестра
По данным государственного водного реестра России относится к Двинско-Печорскому бассейновому округу, водохозяйственный участок реки — озеро Кубенское и реки Сухона от истока до Кубенского гидроузла, речной подбассейн реки — Сухона. Речной бассейн реки — Северная Двина.
По данным геоинформационной системы водохозяйственного районирования территории РФ, подготовленной Федеральным агентством водных ресурсов:
- Код водного объекта в государственном водном реестре — 03020100112103000005498
- Код по гидрологической изученности (ГИ) — 103000549
- Код бассейна — 03.02.01.001
- Номер тома по ГИ — 03
- Выпуск по ГИ — 0